# Lidia Chmielnicka
Lidia Teresa Chmielnicka-Żmuda, née le 8 mars 1939 à Lublin et morte le 27 septembre 2002 à Opole, est une joueuse de volley-ball polonaise.

## Carrière
Lidia Chmielnicka participe aux Jeux olympiques de 1968 à Mexico. Elle remporte la médaille de bronze avec l'équipe nationale de Pologne lors de cette compétition.